# 威斯特伐利亞 (密蘇里州)
威斯特伐利亞（英語：Westphalia）是位於美國密蘇里州歐塞奇縣的城市。

## 人口
根據2020年美國人口普查的數據，威斯特伐利亞的面積為0.97平方千米，皆為陸地。當地共有人口378人，而人口密度為每平方千米390人。